# VISION (ねごとのアルバム)
『VISION』（ヴィジョン）は日本のバンド・ねごとの3枚目のフルアルバム。2015年3月4日に発売。発売元はKi/oon Music。本項では今作のリリースに伴い開催されたツアーの映像作品「“VISION” TOUR 2015」についても詳述する。

## 概要
フルアルバムとしては『5』以来2年ぶりのリリース、ミニアルバム『“Z”OOM』からは1年ぶりとなる。本作には『5』以降の2013年から2014年にかけて発売された2枚のシングルの表題曲、『“Z”OOM』に収録されたリード曲などが収録されている。
今回は既発の4曲を除いてセルフプロデュースで制作されている。
アルバムの制作はシングル『アンモナイト!/黄昏のラプソディ』をリリースしたあたりから、ライブと並行して行われていた。また制作時間が余り、収録される予定のなかった曲（後述）のレコーディングもした。
通常盤と初回生産限定盤の2形態で発売。初回盤にはDVDが付属しており、2014年7月20日にEXシアターで行われたワンマンライブ・ねごと presents「お口ポカーン!!“Z”OOM in Z day」の映像が収められている。
本作に収録される新曲「endless」はアルバムのリード曲として2014年末のフェスで披露され、ミュージックビデオも制作されている。

## 収録曲
全作詞：蒼山幸子、編曲：ねごと（特記を除く）
1. 未来航路
  - 作曲：沙田瑞紀 & 蒼山幸子
  - メンバー満場一致で「この曲を1曲目にしたい」と決まった楽曲[2]。
2. 黄昏のラプソディ
  - 作曲：蒼山幸子 、編曲：ねごと & 渡辺シュンスケ
  - 8枚目のシングル2曲目。
3. endless
  - 作曲：蒼山幸子 & 沙田瑞紀
  - リード曲として、ミュージックビデオが制作されている。監督は「メルシールー」「sharp ♯」なども担当した志賀匠。
  - 2014年末のフェスではアルバムから先行して披露されていた。
4. エイリアンエステート
  - 作曲：沙田瑞紀 & 蒼山幸子
  - タイトルの「エステート」とは不動産のことであり、火星人が不動産経営をしているというテーマの歌詞となっている[2]。
5. シンクロマニカ
  - 作詞･作曲：ねごと、編曲：江口亮
  - 7枚目のシングル表題曲。フジテレビ系“ノイタミナ”アニメ『ガリレイドンナ』オープニングテーマ。
6. コーラルブルー
  - 作曲：沙田瑞紀 & 蒼山幸子
  - もともと今作に収録される予定ではなかったが、制作時間が余ったため、レコーディングをして収録されることになった[2]。
7. GREAT CITY KIDS
  - 作曲：沙田瑞紀 & 蒼山幸子
  - スタジオセッションで完成させた楽曲。メンバー曰く「アルバムの中で一番ライブ感のある曲」[2]。
8. 透明な魚
  - 作詞：澤村小夜子、作曲：沙田瑞紀 & 澤村小夜子
  - 歌詞は「グラスキャット」という体が透明な魚がモチーフとなっている[2]。
9. 真夜中のアンセム
  - 作曲：ねごと、編曲：ねごと & 河野圭
  - 2枚目のミニアルバム『“Z”OOM』1曲目リードトラック。NHK BSプレミアムドラマ『おふこうさん』主題歌。
10. ドリーミードライバー
  - 作詞：藤咲佑、作曲：沙田瑞紀 & 澤村小夜子
  - 元々は歌詞も澤村が書いており、藤咲が改めて書いてこの楽曲となった[2]。
11. アンモナイト!
  - 作曲：蒼山幸子、編曲：ねごと & 渡辺シュンスケ
  - 8枚目のシングル1曲目。
12. Time machine
  - 作曲：蒼山幸子 & 沙田瑞紀
  - もともと蒼山が引き語りで書いた曲を沙田に提出したところ、バンドサウンドのアレンジとなりこの楽曲ができた。このアレンジについて沙田は「この曲から感じ取れる自分たちの大切なものはバンドだから、轟音の中でこの曲を幸子に歌ってほしかった」と言及している[3]。
13. 憧憬
  - 作曲：蒼山幸子 & 沙田瑞紀
  - バラードである「Time machine」で終わるのも考えたが、ねごとはこの曲で終わりたいと考えアルバム最後の曲となった。

### 初回盤付属DVD
1. メルシールー
2. 彗星シロップ
3. M.Y.D.
4. nameless
5. そして、夜明け
6. 街
7. B.B.B
8. ループ
9. カロン
10. 勲章
11. sharp♯

## 演奏
- 蒼山幸子
  - Vocal
  - Piano (#1.10)
  - Chorus (#2.4.7.8.13)
  - Synthesizers (#2.5-9.11.13)
  - Hand Clap (#3.8.11)
- 沙田瑞紀
  - Guitars, Chorus
  - Programming (#1.2.3.4.6.7.8.9.11.12.13)
  - Hand Clap (#3.8.11)
- 藤咲佑
  - Bass
  - Chorus (#1.4.5.6.8.10.11.13)
  - Hand Clap (#3.8.11)
  - Glockenspiel (#10)
- 澤村小夜子
  - Drums
  - Chorus (#1.2.4-8.10.11.12.13)
  - Hand Clap (#3.8.11)
  - Tambourine (#11)

## “VISION” TOUR 2015
『“VISION” TOUR 2015』（ヴィジョン ツアー にせんじゅうご）は、ねごとの2枚目のライブ映像作品。

### 解説
- 3rdアルバム『VISION』を提げ開催された「ねごと presents 『お口ポカーン？！初の全国ワンマンツアー2015 ～VISIONは続くよどこまでも♪～』」より2015年6月7日にZepp DiverCity (TOKYO)で行われたファイナル公演の模様を全曲分映像化したもの。
- 完全生産限定盤Blu-ray Discは、ねごと2枚目のミュージックビデオ集『ZZZ 2』、別冊フォトブック、5周年記念グッズ「ミニ バクまくら」のセットボックス仕様となる。

### 収録曲
1. 未来航路
2. sharp ♯
3. アンモナイト!
4. 黄昏のラプソディ
5. GREAT CITY KIDS
6. 透き通る衝動
7. コーラルブルー
8. ドリーミードライバー
9. ふわりのこと
10. エイリアンエステート
11. 真夜中のアンセム
12. 透明な魚
13. ループ
14. nameless
15. endless
16. シンクロマニカ
17. カロン
18. Time machine
19. 憧憬
20. DESTINY
21. 夜風とポラリス
22. Re:myend!

### ZZZ 2
- 完全生産限定盤に付属し、Blu-rayのみでのリリースとなった。
- 「Zzz」に続く、ねごと2枚目のミュージックビデオ集。
- 前作以降のミュージックビデオに加え、オフショットを含めたメイキング映像も特典映像として収録。

#### 収録曲
1. nameless
2. greatwall
3. たしかなうた
4. シンクロマニカ
5. 真夜中のアンセム
6. アンモナイト！
7. 黄昏のラプソディ
8. endless
9. Making of “シンクロマニカ”
10. Making of “真夜中のアンセム”
11. Making of “アンモナイト！”
12. Making of “黄昏のラプソディ”
13. Making of “endless”